# Nueva Loja Airport
Nueva Loja Airport är en flygplats i Ecuador.   Den ligger i provinsen Sucumbíos, i den nordöstra delen av landet, 190 km öster om huvudstaden Quito. Nueva Loja Airport ligger 294 meter över havet.
Terrängen runt Nueva Loja Airport är platt. Runt Nueva Loja Airport är det ganska tätbefolkat, med 129 invånare per kvadratkilometer. Närmaste större samhälle är Nueva Loja, 3,2 km väster om Nueva Loja Airport. Runt Nueva Loja Airport är det i huvudsak tätbebyggt.